# 社会化
社会化（しゃかいか）とは、社会学の用語で、子供や、その社会の新規参入者が、その社会の文化、特に価値と規範を身に付けることを指す。遺伝子により先天的に獲得されたものではなく、学習により後天的に獲得されるものである。
文化とは、文学・美術・音楽などの精神的な活動のみならず、その社会が有する生活様式全般を指す。社会化をされる側に対して、する側を社会化の担い手と呼ぶ。
第1次社会化
幼児期から、児童期にかけて行われる。言語や、基本的な生活習慣を習得する。この時期に社会化された事柄は、その後の学習の基本になる。社会化の担い手は、主に家族である。特に、生まれたばかりの赤ん坊にとっての社会とは、母親との1対1の関係であり、そこから次第に社会が広がっていく。
第2次社会化
児童期後期から、成熟期にかけて行なわれる。この時期には、社会的役割を習得する。社会化の担い手は、家族を離れ、学校・同世代・メディア・職場となる。

## 社会化の具体例
- ある児童が「女子が児童会長になるのはおかしい」と発言したとしよう。その場合、彼は男性優位を社会化していることになる。
- 一方で、ジェンダー平等の取り組みに反対する言動を許さないのも、社会化の一つであると言える。
- ある児童が「男の子が半ズボンを穿くなんておかしい。半ズボンなんて女の子が穿くものだ」と発言したとしよう。その場合、彼はハーフパンツの普及に社会化されていることになる。

## 社会化に関する諸理論
社会化の形成過程について、社会学や心理学の分野から、多くの理論が提出されている。社会化の本質は価値の内面化であり、自分が尊敬する誰かを模倣したい、という点では共通している。

### エミール・デュルケーム
社会的拘束理論を提唱し、社会化とは、価値の習得だとする。社会化には、社会化される人を強制する契機（拘束）があり、モデルは社会化される人にとって尊敬の対象であると同時に、社会の権威の代理であるとする。

### ガブリエル・タルド
モデル即ち社会化の担い手に、社会化される自発的契機があるとする。社会化される人と社会化の担い手は、必ずしも上下関係ではなく、同等の個人による相互行為だと説く。

### ピエール・ボヴェ
デュルケームの理論を、ピアジェに繋いでいる。
学習者の、人格内部での態度を重視する。行動様式に従う義務感が、どの相互行為に起因するかを検討し、習慣が義務感をもたらすと結論した。
ボヴェによれば、模倣だけでは義務感は発生しない。義務感を発生させるためには、命令・禁止が必要である。ただし、命令者の権威は社会にはなく、むしろ命令者と禁止者の間の、感情的な依存関係が重要だとした。また、子供にとって究極の尊敬の対象は親であり、親に対する感情は愛と恐怖の両面を抱くとした。

### マウラー
模倣が社会化の基礎であるとした上で、行動様式の習得には、モデルと学習者の同一化を要するとの立場を取る。

#### 発達の基礎となる同一化
愛着を同一化の基礎とした、おしゃべり鳥実験を行なった。
まずは、記号学習と呼ばれる過程である。おしゃべり鳥に、人間の言語を教える際、訓練者が飢えや渇きなどから保護してくれるとの信頼関係を構築する。訓練者が席を外すと、鳥は不安になり、訓練者から教わった言語を発することで訓練者を想起し、不安を癒すという。

#### 防衛のための同一化
親によるしつけである。親との間には、既に愛着は成立しているから、発達の基礎となる同一化は素通りできる。子供は、親なくして存在できないのであり、自己中心と親による保護を両立させるために、親と同一化し、親の価値観を受容する。また、子供は、尊敬する人格が有する行動様式を、望ましいとする。

### ジャン・ピアジェ
概ねボヴェの学説を肯定しながらも、尊敬の対象が一方的である場合は、義務感しか発生させないのに対して、相互的である場合には、善となるとする。
7–8歳では、一方的な尊敬しか出来ないが、11–12歳になると、遊戯集団において、命令者Ａは、服従者Ｂに対し、仲間の連帯を重視し、同じ立場に立つことが出来るとする。マウラーは、この点を否定した。

## 社会化の規範性
エミール・デュルケームは、著書『社会学的方法の規準』の中で、社会化が帯びている規範性について、述べている。
- 行為や思考の型は、個人に外在するだけでなく、命令と強制の力を付与されている。
- 自分の意思で同調するときには、強制を感じることはない。
- 抵抗しようとした途端に、強制は事実となって現れる。
- 例えば服装の慣習を無視したら、人々の嘲笑・反感を招く。刑罰に近い効果もある。
- 産業経営者が、前世紀的な工程や方法で労働させることを禁ずるものはないが、敢えてそれをしたら、破産を招くだけである。
- 首尾よく突破できても、闘争は避けられない。
- 最終的に勝ったとしても、反対や抵抗により拘束力は感じられる。
- 現実的には教育現場が崩壊している教育困難校が存在しているなかで、そのような子どもの学力や将来を閉ざすような学校の文化に対しても社会化が要請される場合がある。それに抵抗するためには、対人関係が解消されることもある。